# Frauen-Rugby-Union-Weltmeisterschaft 2033
Die Frauen-Rugby-Union-Weltmeisterschaft 2033 (englisch 2033 Women’s Rugby World Cup) soll 2033 in den Vereinigten Staaten stattfinden. Es wäre die zwölfte Weltmeisterschaft im vierjährlichen Turnierzyklus und die zehnte, die vom Weltverband World Rugby organisiert wird. Nach der Weltmeisterschaft 2006 in Kanada wäre es das zweite Turnier, das in Nordamerika ausgetragen wird.

## Vergabe
Am 10. Juni 2021 wurde USA Rugby als Kandidat für die Ausrichtung sowohl der Männer-Weltmeisterschaften 2027 als auch 2031 sowie die Frauen-WM 2033 akzeptiert. Die Vereinigten Staaten reichten am 20. Oktober 2021 ihre offiziellen Bewerbungsunterlagen ein, wozu auch interessierte Städte mit großen American-Football-Stadien gehörten. Die Vereinigten Staaten waren die einzigen Bewerber für das Turnier und im April 2022 bekräftigte Präsident Joe Biden in einem Schreiben an den World-Rugby-Vorsitzenden Bill Beaumont seine Unterstützung für die Bewerbung. Am 12. Mai 2022 vergab World Rugby offiziell die Turniere zwischen 2025 und 2033, wobei die Frauen-WM 2025 an England vergeben wurde, Australien die Weltmeisterschaft 2027 und Frauen-Weltmeisterschaft 2029 zugesprochen erhielt und die Vereinigten Staaten zum Ausrichter der Weltmeisterschaft 2031 sowie der Frauen-Weltmeisterschaft 2033 ernannt wurden.
Die Frauen-Rugby-Union-Weltmeisterschaft 2033 ist eines von fünf großen internationalen Turnieren, die die Vereinigten Staaten innerhalb eines Jahrzehnts austragen werden, zusammen mit dem ICC Men’s T20 World Cup 2024 (zusammen mit den West Indies), der Fußball-Weltmeisterschaft 2026 (zusammen mit Kanada und Mexiko), den Olympischen Sommerspielen 2028 und der Rugby-Union-Weltmeisterschaft 2031.

## Qualifikation
16 Nationalmannschaften sollen an der Frauen-Rugby-Union-Weltmeisterschaft 2033 teilnehmen. Der Gastgeber der Vereinigten Staaten und die vier besten Mannschaften der vorhergehenden Weltmeisterschaft 2029 qualifizieren sich automatisch für das Turnier 2033.
- Vereinigte Staaten (Gastgeber)

## Vorbereitung
Insgesamt 24 Städte stehen in der engeren Wahl für die Weltmeisterschaft 2033. Es sind dies Atlanta, Austin, Baltimore, Birmingham, Boston, Charlotte, Chicago, Dallas, Denver, Houston, Kansas City, Los Angeles, Miami, Minneapolis, Nashville, New York City, Orlando, Philadelphia, Pittsburgh, Phoenix, San Diego, San Francisco, Seattle und Washington, D.C.